# Giuseppe Barbaglia
Giuseppe Barbaglia est un artiste peintre italien né le 10 octobre 1841 à Milan et mort le 28 mars 1910 à Santa Maria della Selva (Vedano al Lambro).

## Biographie
À l'âge de vingt ans, il quitte Milan. Au cours de ses voyages, il développe une gangrène à la jambe, ce qui amène les médecins à l'amputer. Il retourne alors à Milan. Deux ans après, il entre à l'Académie des beaux-arts de Brera, où il est formé à la peinture par Giuseppe Bertini, dont il reste élève jusqu'en 1868.

## Œuvres
- Il Mattino di Parini
- L'Arlecchino ardito
- Il suonatore di contrabbasso
- Il suonatore d' arpa
- Mezzogiorno e Vespro

Il était également connu pour ses portraits lumineux et colorés, dont celui de Giuseppe Verdi, exposés à Venise en 1887. Parmi ses œuvres figurent :
- Le Christ dans le Jardin ;
- Le Mariage civil du sindaco Giulio Bellinzaghi ;
- Bagno Pompeiano (Prix Canonico) ;
- L'Alloggio forzato ;
- La Carestia en Sicile (Pavia).